# Болатчи (Сакский район)
Болатчи́ (укр. Болатчи, крымскотат. Bolatçı, Болатчы) — исчезнувшее село в Сакском районе Республики Крым (согласно административно-территориальному делению Украины — Автономной Республики Крым), располагавшееся на севере района, в степной зоне Крыма, в одной из балок, впадающих в озеро Сасык. Находилось примерно в 4 км к северо-западу от современного села Наумовка.

### Динамика численности населения
| - 1806 год — 21 чел. - 1864 год — 9 чел. - 1889 год — 9 чел. - 1892 год — 33 чел. | - 1900 год — 39 чел. - 1915 год — 77 чел. - 1926 год — 62 чел. |

## История
Первое документальное упоминание села встречается в Камеральном Описании Крыма… 1784 года, судя по которому, в последний период Крымского ханства Булатчи входил в Каракуртский кадылык Бахчисарайского каймаканства.
После присоединения Крыма к России (8) 19 апреля 1783 года, (8) 19 февраля 1784 года, именным указом Екатерины II сенату, на территории бывшего Крымского Ханства была образована Таврическая область и деревня была приписана к Евпаторийскому уезду. После Павловских реформ, с 1796 по 1802 год, входила в Акмечетский уезд Новороссийской губернии. По новому административному делению, после создания 8 (20) октября 1802 года Таврической губернии, Болатчи был включён в состав Урчукской волости Евпаторийского уезда.
По Ведомости о волостях и селениях, в Евпаторийском уезде с показанием числа дворов и душ… от 19 апреля 1806 года в деревне Булатчи числился 1 двор, 19 крымских татар и 2 ясыра. На военно-топографической карте генерал-майора Мухина 1817 года деревня Булачи обозначена с 4 дворами. После реформы волостного деления 1829 года Балечик, согласно «Ведомости о казённых волостях Таврической губернии 1829 года», остался в составе Урчукской волости. На карте 1836 года в деревне 1 двор, а на карте 1842 года Болатчи обозначен условным знаком «малая деревня», то есть, менее 5 дворов.
В 1860-х годах, после земской реформы Александра II, деревню приписали к Чотайской волости. В «Списке населённых мест Таврической губернии по сведениям 1864 года», составленном по результатам VIII ревизии 1864 года, Болатчи — владельческая татарская деревня, с 3 дворами и 9 жителями при балке Донузлаве (на трехверстовой карте 1865—1876 года в деревне обозначено 5 дворов). В «Памятной книге Таврической губернии 1889 года», по результатам Х ревизии 1887 года, в деревне числилось 3 двора и 9 жителей. Согласно «…Памятной книжке Таврической губернии на 1892 год», в деревне Булатчи, входившей в Иолчакский участок, было 33 жителя в 5 домохозяйствах.
Земская реформа 1890-х годов в Евпаторийском уезде прошла после 1892 года, в результате деревню приписали к Кокейской волости. По «…Памятной книжке Таврической губернии на 1900 год» в Болатчи числилось 39 жителей в 12 дворах. По Статистическому справочнику Таврической губернии. Ч.II-я. Статистический очерк, выпуск пятый Евпаторийский уезд, 1915 год, в деревне Болачи Кокейской волости Евпаторийского уезда числилось 10 дворов (1 двор с землёй, 9 — безземельные) с немецким населением в количестве 55 человек приписных жителей и 20 — «посторонних», из которых 43 мужчины и 32 женщины. Жители землёй не владели, но за селением числилось 160 десятин земли. В хозяйствах имелось 136 лошадей, 24 вола, 70 коров и 280 голов мелкого скота.
После установления в Крыму Советской власти, по постановлению Крымревкома от 8 января 1921 года № 206 «Об изменении административных границ» была упразднена волостная система и село вошло в состав Евпаторийского района Евпаторийского уезда, а в 1922 году уезды получили название округов. 11 октября 1923 года, согласно постановлению ВЦИК, в административное деление Крымской АССР были внесены изменения, в результате которых округа были отменены и произошло укрупнение районов — территорию округа включили в Евпаторийский район. Согласно Списку населённых пунктов Крымской АССР по Всесоюзной переписи 17 декабря 1926 года, в селе Болатчи, Кокейкого сельсовета Евпаторийского района, числилось 13 дворов, все крестьянские, население составляло 62 человека, все татары, действовала татарская школа. Обозначено на километровой карте Генштаба Красной армии 1941 года, но на двухкилометровке РККА 1942 года его уже нет и в дальнейшем в доступных источниках не встречается.